# Cryptus apparitorius
Cryptus apparitorius là một loài tò vò trong họ Ichneumonidae.